# 日泰攻守同盟條約
日泰攻守同盟條約（にったいこうしゅどうめいじょうやく）是大日本帝国與泰国在太平洋战争中簽訂的同盟條約。

## 背景
當時泰國的軍政府總理鑾披汶·頌堪受法西斯主義和民族主義影響，並大体上支持与日本的亚洲政策国家。九一八事變後，泰国在國際聯盟對滿州國通过或不通过之表決投下棄權票，之後泰國也承認滿洲國的國際地位。1940年6月，法國被納粹德國打敗，法屬印度支那陷入混亂。披汶下令出兵印度支那，挑起第二次泰法戰爭。法軍節節敗退，但其海軍艦隊在大象島海戰中勝利，使得戰爭趨於膠著，最終日本出面調停戰爭。日本向維琪法國政府施壓，維琪法國被迫向泰國讓步，由於日本不願過度影響和維琪政權間的關係，法屬印度支那僅割讓了部分爭議領土。披汶對此並不滿意，不再一味奉行親日政策，開始增兵防範日本入侵，並計劃向英美尋求合作。

## 締約
1941年12月8日，在太平洋战争爆发的同时，日军突袭泰国南部。当时，泰国已宣布对第二次世界大战保持中立，但日本打算使泰國加入轴心国，并通过泰国领土入侵英属海峡殖民地。日本原本認為能立即获得披文政府的同意，但实际上並未如此。在谈判过程中，包括童兵、志愿军、泰軍和警察部队与日本军队之间发生了战斗，造成双方数百人丧生和受伤。最終泰國不得不同意日本的要求，給予其軍事通行權，任其入侵緬甸和馬來亞。披汶的妥協使泰國沒有淪為日本的殖民地，但其代價是讓日本軍隊駐紮泰國，這說明泰國依然失去了部分主權。
日本与泰国停火后，坪上貞二擔任大使与泰国签署了日泰攻守同盟条约 。该条约规定在亚洲建立新秩序，日泰雙方尊重相互独立和主权，並以對雙方的敵國宣戰作為盟国的义务。泰国政府于1941年12月21日颁布條約，在战争中表现出与日本合作的意愿。
同時英军也立即入侵泰国南部并与泰国警察交战，但因日军的到来而被击败。此外，得知该条约的英美部队于1942年1月8日日开始袭击泰国，泰国政府于1月25日对英国和美国宣战。同年六月，日本前首相廣田弘毅等人以泰國加入日泰攻守同盟条约為由，访问泰国進行祝贺 。

## 內容
日本國「タイ」國間同盟條約
大日本帝國政府和泰王國政府深信，在東亞建立新秩序將是東亞崛起的唯一途徑，這將是恢復和促進世界和平的必要條件。為根除所有可能之妨礙此決意的障礙，訂立左列協議
第一條
日本國及泰國的關係是以相互獨立及尊重彼此主權為基礎的兩國同盟之設定
第二條
當日本或泰國與一個或多個第三國之間發生武裝衝突時，泰國或日本將直接加入其盟國，並以各種政治，財政和軍事手段提供支持
第三條
第二條的實施細目由日本國及泰國雙方有權限的官員之間協議決定
第四條
日本國及泰國了解到雙方共同作戰之情況，據此雙方將諒解，並採取休戰或和平措施。
第五條
本條約在簽署的同時生效，有效期為10年，締約雙方將在有效期限結束前的適當時間討論該條約的續約問題。

本條約於昭和十六年十二月二十一日即佛暦二千四百八十四年十二月二十一日在曼谷制定

## 失效
1945年9月2日，由于日本和盟国簽訂降伏文書，泰国形同战败，该条约也被放弃。披汶被罢免，泰国新政府就其违法行为向盟国提出上控诉，表示日泰同盟条约是“被迫在日本军事实力的背景下签署”，并且願意將佔領的领土在1946年至1947年之间歸還法国。结果，泰国人民免于盟国的审判。日本在1951年的《舊金山和約》中被要求对强制性战争进行赔偿，日本答应支付大量赔偿金并恢复外交关系，日本曾从泰国借得战争费用为20亿泰铢（合10亿美元以上），但对日本戰後的悲慘情況表示同情的泰國代表團將賠款减少到了2500万美元。

## 外部連結
官報. 1941年12月29日/條約 / - / 第20号 / 日本國｢タイ｣國間同盟條約 - 国立国会図書館デジタルコレクション （页面存档备份，存于）